# Nolltolerans
Nolltolerans är ett begrepp som inbegriper att inte visa någon tolerans mot vissa företeelser och beteenden. Begreppet har använts främst inom den kriminologiska debatten, och härstammar från en doktrin i en moralisk-politisk appell kallad Broken Windows. På senare tid[när?] har doktrinen blivit allt mer vanligt förekommande hos ett stort antal poliskårer. Den går ut på att poliser skall ingripa mot all form av kriminalitet även om brottet är ringa. Tanken är att om mindre förseelser tillåts leder det till en allmänt ökande kriminalitet i samhället och omvänt, om mindre förseelser stoppas leder det till ett laglydigare samhälle. 
Doktrinen testades först av New Yorks polis men har sedan spritt sig även utanför USA. Brottsbekämpningsmetoden blev ett svar på den kraftigt utbreda kriminaliteten i New York under 1980-och 1990-talet. Metoden fick mycket goda resultat och används idag i många städer världen över med hög kriminalitet. Teorin är vetenskapligt ifrågasatt såväl till metodiken som resultatet, men ofta anlitad i politiska och retoriska sammanhang, kampanjer etc.
Begreppet har på senare tid (2011) rönt en större spridning som når utanför den kriminalpolitiska debatten.

## Exempel på nolltolerans
Politiker och/eller organisationer har föreslagit eller infört nolltolerans mot:
- Berusade unga[2]
- Rasism
- Mobbning
- Sexuella trakasserier och övergrepp
- Stenkastning mot blåljuspersonal
- Skolor som inte ger tillräckliga kunskaper[3] och "dåliga skolor"[4]
- Vräkning av barnfamiljer (även nollvision)[5]
- "Brister i välfärden"[6]
- Droger[7]
- Graffiti
- Rabiessmittade hundar[8]